# Dugesia krishnaswamyi
Dugesia krishnaswamyi és una espècie de triclàdide dugèsid que habita l'Índia. Mesura fins a 17 mm de longitud i uns 2 mm d'amplada. El cap és triangular, l'extrem anterior és lleugerament apuntat i les aurícules són esmussades. Presenta una coloració molt fosca, un color general marró negrós uniforme.